# Deresk
Deresk (szlovákul Držkovce) község Szlovákiában, a Besztercebányai kerület Nagyrőcei járásban.

## Fekvése
Tornaljától 16 km-re északra, a Keleti-Turóc-patak partján fekszik.

## Története
1243-ban „Durusk” néven, mint királyi birtokot említik először, de valószínűleg már a 12. század első felében is létezett. 1243-ban a király az Ákos nemzetségnek adományozta. Szent Mihály templomát 1352-ben említik először. A 16. században a dereskiek is református vallásúak lettek, de a 17. században Széchy Mária közbenjárására visszatértek a katolikus hitre. 1880-ban Szász Ágost herceg volt a község kegyura.
A 18. század végén Vályi András így ír róla: „DERESK. Dreskocze. Magyar falu Gömör Vármegyében, földes Ura Gróf Csáky, és Paukovits Uraságok, lakosai katolikusok, fekszik napkeletre Litze, napnyugotra Szkáros, északra Kövi faluknak szomszédságokban, Jolsva vizéhez nem meszsze, erdős helyek között, határbéli földgye meglehetős nemű, de 1/6. soványas, ’s leg inkább rozsot, és zabot terem, legelője elég, mind a’ kétféle fája, malma, kortsmája, mészárszékje van, piatzozása Jólsván, Ratkón, és Rosnyón; szenet, ’s meszet is égetnek, ’s tserép edénnyel is szoktak kereskedni, második Osztálybéli.”
Fényes Elek geográfiai szótárában eképpen ír a községről: „Deresk, Gömör v. magyar falu, Gömörhöz 3 órányira nyugotra: 998 kath., 7 evang. lak., paroch. templommal. Határa bőtermékenységű; a lakosok cserépedény-készitésből sok pénzt kapnak be. F. u. hg. Koburg.”
Borovszky Samu monográfiasorozatának Gömör-Kishont vármegyét tárgyaló része szerint: „Deresk, Túróczvölgyi magyar kisközség, 209 házzal és 926 róm. kath. vallású lakossal. Szintén a Koháryak birtoka volt és most a Coburg herczegi családé. A XVIII. században a Csákyak is birtokosai voltak. A lakosok cserépedény- és cserépzsindely-készítéssel foglalkoztak. Kath. temploma árpádkori építmény, de a gyakori átalakításokkal elrontották. Postája Harkács, távírója és vasúti állomása Tornallya.”
A trianoni diktátumig Gömör-Kishont vármegye Tornaljai járásához tartozott. 1938 és 1945 között újra Magyarország része volt.

## Népessége
| Év:            | 1994. | 2004.    | 2014.    | 2024.   |
| -------------- | ----- | -------- | -------- | ------- |
| Emberek száma: | 462   | 511      | 572      | 569     |
| Eltérés:       |       | +10,60 % | +11,93 % | -0,52 % |

| Év:            | 2023. | 2024.   |
| -------------- | ----- | ------- |
| Emberek száma: | 564   | 569     |
| Eltérés:       |       | +0,88 % |

| Év   | Lakosság száma | Magyar anyanyelvű | Szlovák anyanyelvű | Egyéb                              |
| ---- | -------------- | ----------------- | ------------------ | ---------------------------------- |
| 1880 | 996            | 906               | 23                 | 67                                 |
| 1890 | 1019           | 1017              | 1                  | 1 német, 1 egyéb                   |
| 1900 | 926            | 893               | 3                  | 6 német                            |
| 1910 | 846            | 802               | 3                  | 41 egyéb                           |
| 1921 | 783            | 736               | 25                 | 22 egyéb                           |
| 1930 | 700            | 666               | 23                 | 11 zsidó, 3 állampolgárság nélküli |
| 1941 | 734            | 662               | 11                 | 61 egyéb                           |
| 1991 | 466            | 438               | 21                 | 7 egyéb                            |
| 2001 | 504            | 347               | 34                 | 112 cigány                         |
| 2011 | 548            | 366               | 82                 | 95 cigány                          |

## Nevezetességei
- Híres fazekasfalu, ahol a helyszínen tekinthető meg a különböző cserépedények készítése és a fazekasok műhelyei.
- Római katolikus temploma eredetileg 13. századi gótikus építmény volt, amit 1645-ben átépítettek, majd 1747-ben bővítették.
- A falu közepén álló kápolna 1883-ban épült.

## Neves személyek
- Itt született 1949. november 11-én Dúdor István fiatalon elhunyt festőművész, aki itt is van eltemetve.
- Itt született 1921-ben Moyzes Ilona költő, író.
- Itt született 1825-ben Szentmiklóssy Amália Klementina Mária, Gömöry Pál Szabolcs vármegye megyefőnökének felesége